# IC 2449
IC 2449 је спирална галаксија у сазвјежђу Рак која се налази на листи објеката дубоког неба у Индекс каталогу.
Деклинација објекта је + 30° 0' 1" а ректасцензија 9h 13m 32,9s. Привидна величина (магнитуда) објекта IC 2449 износи 14,3 а фотографска магнитуда 15,1. IC 2449 је још познат и под ознакама UGC 4856, MCG 5-22-17, CGCG 151-026, HCG 37B, KCPG 192A, FGC 857, PGC 26012.